# Jim Bohlen
Jim Bohlen (Nueva York, 4 de julio de 1926-Comox, 5 de julio de 2010) fue un ambientalista y uno de los fundadores del Don’t Make a Wave Committee, del que luego nació la organización no gubernamental ambientalista Greenpeace. El Don’t Make a Wave Committee se fundó para luchar contra pruebas nucleares en una isla en Alaska.

## Trayectoria
En la Segunda Guerra Mundial, Bohlen fue radiooperador en el ejército estadounidense. En 1949 se licenció en ingeniería mecánica en la Universidad de Nueva York. Luego trabajó para una empresa en el sector de defensa. En 1958, durante una manifestación por la paz en Filadelfia, conoció a Marie Nonnast, con quien se casó posteriormente, convirtiéndose en Marie Bohlen, quien le introdujo en el Sierra Club y en la comunidad cuáquera, lo que marcó el inicio de un compromiso conjunto con el activismo. En 1967 se trasladó con su familia a Vancouver en Canadá para evitar que su hijastro sería llamado a filas. Él y su mujer empezaron a luchar por la paz y el medioambiente.Allí, conocieron a Dorothy e Irving Stowe, con quienes cofundaron el movimiento Don’t Make a Wave Committee en protesta contra las pruebas nucleares que Estados Unidos llevaban a cabo en el archipiélago de Amchitka en Alaska.Esta iniciativa fue precursora de lo que más tarde se convertiría en Greenpeace.
En 1974 fundó junto con su mujer una comunidad de agricultores. En 1975 publicó un libro. Después de un período en el que no fue miembro de Greenpeace, en los años ochenta se comprometió otra vez con la organización, luchando contra las armas nucleares. Luego fue director de Greenpeace hasta su jubilación en 1993. En 2000 publicó otro libro sobre Greenpeace.
Los Bohlen vivieron en la Isla Denman, en Canadá, en una innovadora casa geodésica autosuficiente, años antes de que este tipo de construcciones fueran comunes. Ambos fueron conocidos por su estilo de vida sostenible y su dedicación a la justicia social.
Murió en la localidad canadiense de Comox en Columbia Británica el 5 de julio de 2010 a los 84 años de edad.

## Obra
- Bohlen, James (Jim) (1975). The New Pioneer's Handbook. Getting back to the land in an energy-scarce world (en inglés). Nueva York: Schocken Books. ISBN 0805235914. OCLC 891412984.
- Bohlen, Jim (2001). Making waves. The origins and future of Greenpeace (en inglés). Montreal: Black Rose Books. ISBN 1551641674. OCLC 606561806.